# 卢基诺 (下诺夫哥罗德州)
卢基诺（羅馬化：Lukino）是俄罗斯下诺夫哥罗德州的市级镇，属巴拉赫纳区，地处下诺夫哥罗德州中西部，东侧靠近伏尔加河，在区行政中心巴拉赫纳东南、州府下诺夫哥罗德西北方。镇西南部设有同名铁路车站。
该地2021年人口有3,801人；2010年人口3,515人；2002年人口3,681人。